# Inkhundla Piggs Peak
L'Inkhundla Piggs Peak è uno dei quattordici tinkhundla del distretto di Hhohho, nell'eSwatini.

## Geografia antropica

### Suddivisioni amministrative
L'Inkhundla è suddiviso nei 6 seguenti imiphakatsi: Bulembu, Ekwakheni, Enginamadolo, Ensangwini, Kamkhweli, Luhhumaneni.